# Henri, conte de Chambord
Henri, conte de Chambord (29 septembrie 1820 – 24 august 1883), a fost rege al Franței disputat în perioada 2- 9 august 1830 sub numele de Henric al V-lea, deși oficial n-a fost niciodată proclamat așa. A fost pretendentul legitimist la tronul Franței din 1844 până în 1883.

## Nașterea și tinerețea

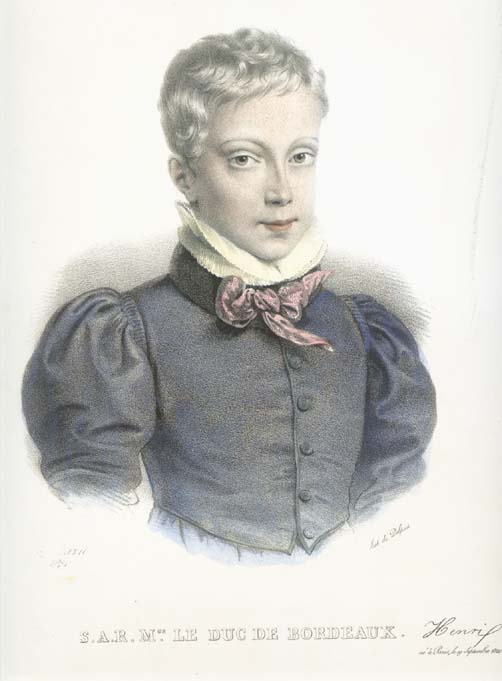
Ducele de Bordeaux.

S-a născut la 29 septembrie 1820 la Palatul Tuileries din Paris. Tatăl lui Henri, Charles Ferdinand, Duce de Berry, fiul mai mic al al regelui Carol al X-lea al Franței, a fost asasinat, cu câteva luni înainte de nașterea sa, de către bonapartistul Louis-Pierre Louvel, care a vrut să "distrugă tulpina" Bourbonilor. Șapte luni și jumătate mai târziu, Ducesa de Berry a dat naștere unui fiu, pe care Alphonse de Lamartine l-a numit "copilul unui miracol". La naștere a primit titlul de duce de Bordeaux. A fost botezat la 1 mai 1821 la Notre-Dame de Paris și a avut ca nași de botez pe unchiul și mătușa sa, ducele și ducesa de Angoulême.
Ca și sora lui mai mare Louise a fost dat în grija Ducesei de Gontaut. În 1828, Carol al X-lea încredințează educația lui baronului de Damas.. Acest educator acordă o mare importanță pentru învățarea religiei; de asemenea, el alege profesorii care îl inițiază pe prinț la materiile de bază limbi moderne — germana și italiana — exercițiile fizice și tir-ul cu pistolul..
Din partea tatălui său a avut mai mulți frați și surori vitrege în urma aventurilor extraconjugale ale acestuia. Recăsătoria mamei sale cu Hector Lucchesi Palli a produs încă cinci frați și surori vitrege.
La 2 august 1830, ca urmare a Revoluției din Iulie, bunicul lui Henri, Carol al X-lea a abdicat iar 20 de minute mai târziu, fiul său cel mare, Delfinul, de asemenea, a abdicat în favoarea micului duce de Bordeaux. Ludovic-Filip, ca general locotenet al regatului trebuia să-l proclame pe Henri ca Henric al V-lea, rege al Franței și al Navarei, însă acesta a ignorat documentul. După câteva zile, Adunarea Națională a decretat la 9 august că noul rege al Franței este Ducele de Orléans, Ludovic-Filip . Între 2 și 9 august, tânărul Henri în vârstă de zece ani, a fost rege sub numele de Henric al V-lea. 

## Exilul
Henri împreună cu familia sa au părăsit Franța și au plecat în exil la 16 august 1830.. Familia regală s-a instalat la Castelul Holyrood din Marea Britanie. În aprilie 1832, ducesa de Berry, mama contelui de Chambord, a debarcat în Franța în speranța de a provoca o revoltă în partea de vest a Franței, care ar fi acordat tronul fiului său. Încercarea ei a eșuat. Arestată în noiembrie 1832, închisă în fortăreața Blaye, ea a născut o fată, fructul unui mariaj secret cu contele de Lucchesi-Palli. Discreditată, ea a fost exilată și fostul rege Carol al X-lea a încredințat educația nepoților săi unei alte nurori, ducesa d'Angoulême, fiica defunctului rege Ludovic al XVI-lea și a Mariei Antoaneta.
În octombrie 1832, familia regală a părăsit Anglia și s-a instalat la palatul regal din Praga în Austria. La 27 septembrie 1833, pentru majoratul lui Henri fixat la vârsta de 13 ani, conte de Chambord a primit un grup de francezi legitimiști, care l-au salutat cu strigătele "Trăiască regele!". Primul act pe care ducele de Bordeaux îl face este un "protest solemn față de uzurparea lui Louis-Philippe."

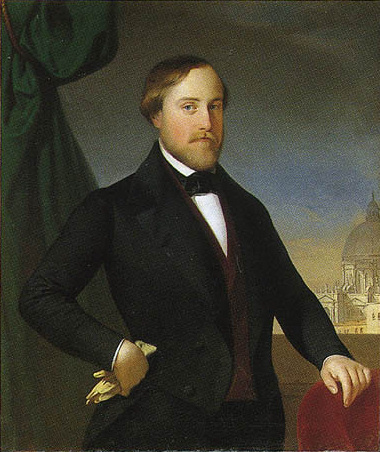
Henri, conte de Chambord

În octombrie 1836, familia regală trebuie să părăsească Praga pentru Gorizia, unde Carol al X-lea moare la 6 noiembrie. Fiul său în vârsta de 61 de ani, Ducele d'Angouleme, care deține, de asemenea, titlul de conte de Marnes devine de drept Ludovic al XIX-lea în ochii legitimiștilor. La 28 iulie 1841, contele de Chambord a fost victima unui accident de călărie care l-a obligat la o lungă convalescență și l-a lăsat șchiopătând. 
Moartea ducelui d'Angoulême survenită la 3 iunie 1844 a făcut ca Henri să devină șeful Casei Regale și să fie recunoscut de către susținătorii săi legitimiști drept Henric al V-lea. În 1844, contele de Chambord și mătușa lui, ducesa d'Angoulême, s-au stabilit la Castelul Frohsdorf, situat la sud-est de Viena. La 15 noiembrie 1846, contele de Chambord s-a căsătorit cu Maria Theresa de Modena cu care a format un cuplu unit. Tatăl prințesei în vârstă de 29 de ani, Ducele de Modena, era singurul suveran european care nu recunoscuse Monarhia din Iulie. Cu câțiva ani mai înainte, contele de Chambord a vrut să se căsătorească cu sora mai mică a soției sale, Maria Beatrice de Modena, dar aceasta era deja promisă Infantelui Spaniei, pretendentul carlist, Jean de Bourbon.
În februarie 1848 a început Revoluția; Louis-Philippe a trebuit să abdice la 24 februarie și se proclamă Republica. Prințul Louis-Napoléon Bonaparte este ales președinte al Republicii în decembrie 1848. În iunie 1848 contele de Chambord a inițiat un prim gest de împăcare cu familia d'Orléans. În 1850, la moartea lui Louis-Philippe el a celebrat o slujbă în memoria defunctului și a scris văduvei lui, regina Marie-Amélie. 
În 1851, Henri moștenște de la mătușa sa castelul Frohsdorf din Austria. Se instalează acolo definitiv și conservă amintirile regale: portrete ale familiei regale, steagul alb dat de Carol al X-lea în august 1830, cadouri de la legitimiști. Construiește pe domeniul Frohsdorf două școli pentru copiii personalului castelului și o parohie.
Sub al Doilea Imperiu, contele de Chambord menține contacte regulate cu reprezentanții partidului legitimist din Franța, cu care a schimbat o corespondență secretă. Din 1862, el a făcut cunoscută poziția sa prin manifeste adresate francezilor, le-a făcut cunoscută doctrina sa și a elaborat un proiect politic: a pledat pentru o manarhie care realizează "o alianță atât de dorită între o conducere puternică și o înțeleaptă libertate", a pledat pentru descentralizare politică și administrativă. El se gândea, de asemenea, la problema socială.

## Tentative de Restaurare
În august 1870, când Franța lui Napoleon al III-lea are grave înfrângeri în războiul contra Prusiei, contele de Chambord părăsește Frohsdorf cu intenția de a se înrola. El a lansat la 1 septembrie 1870 un apel pentru a "respinge invazia prin toate mijloacele pentru a salva onoarea Franței, integritatea teritoriilor sale".

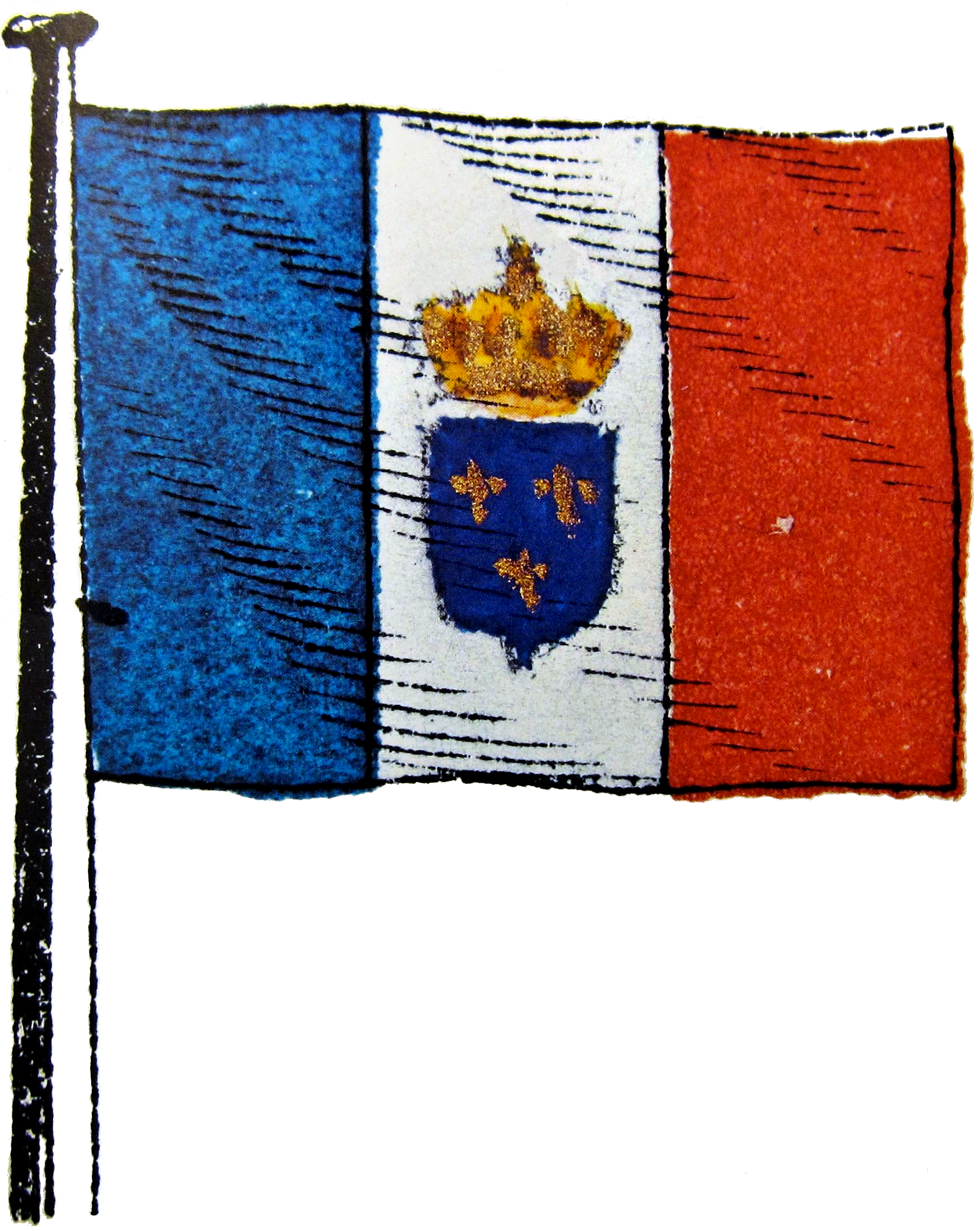
O propunere pentru steagul Franței prin care se combină drapelul tricolor cu florile de crin regale.

La 4 septembrie 1870 al Doilea Imperiu s-a prăbușit după înfrângerea de la Sedan. În februarie 1871 în Franța au loc alegeri din care rezultă noua Adunare care este alcătuită din 240 de deputați republicani și 400 de deputați monarhiști împărțiți între legitimiști și orleaniști. La 8 iunie 1871, Adunarea a abolit legile care interzic bourbonilor intrarea în Franța. În iulie contele de Chambord se întoarce pentru câteva zile în Franța pe care a trebuit s-o părăsească în 1830. La 5 iulie 1871 el primește o delegație de deputați regaliști, care reunesc cele trei mari case monarhice ale Franței cu scopul de a-l convinge să adopte drapelul tricolor. Dar prințul primește, de asemenea, la Chambord mulți reprezentanți ai adepților săi din toate clasele sociale și încearcă să-i convingă că oamenii din Franța nu sunt atât de atașați de tricolor. A părăsit Franța și a lansat un manifest publicat în L'Union la 8 iulie, în care spune că nu va lăsa să-i fie smuls din mâini steagul lui Henric al IV-lea, Francisc I și al Ioanei d'Arc.

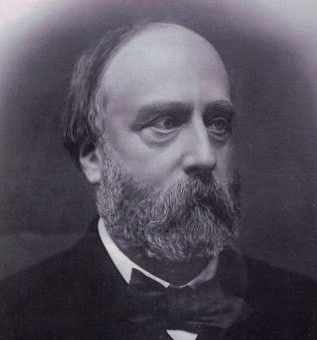
Contele de Chambord

În mai 1873, președintele Republicii, Adolphe Thiers, declară că "monarhia este imposibilă" și că republica este preferată. Majoritatea regalistă din Adunare provoacă demisia sa la 24 mai 1873. Este înlocuit cu mareșalul Patrice de Mac-Mahon, favorabil restaurării monarhiei. Moartea lui Napoleon al III-lea în ianuarie, plecarea republicanului Thiers în mai, evacuarea trupelor germane în septembrie, creează un climat propice pentru restaurare. 
La 5 august 1873, contele de Paris, nepotul fostului rege Louis-Philippe, s-a dus la Frohsdorf pentru a-l întâlni pe contele de Chambord și a-l saluta ca "unic reprezentant al principiului monarhic". El a adăugat că dacă Franța vrea să se întoarcă la monarhie, "nici o concurență nu se va ridica din familia noastră". 
La 4 octombrie, deputații regaliști au numit un comitet responsabil cu acordul contelui de Chambord asupra unui proiect a viitoarei constituții, înainte de votul restaurării monarhiei. Comitetul l-a desemnat pe deputatul Charles Chesnelong pentru a se întâlni cu pretendentul. La 14 octombrie 1873, la Salzburg, contele de Chambord aprobă proiectul constituțional parlamentar liberal pe care i-l expune Chesnelong. Prințul nu are nici o obiecție la liniile deja prezentate: recunoașterea dreptului regal ereditar, elaborarea unei constituții discutate de Adunare, separarea puterilor și bicameralismului, responsabilitatea politică a miniștrilor, garantarea libertăților civile și religioase.. Totuși, contele de Chambord nu a ascuns interlocutorului său că nu va accepta niciodată steagul tricolor..
Ducele Gaston d'Audiffret-Pasquier informează francezii printr-un comunicat de presă că modificările drapelului nu pot fi făcute decât cu acordul regelui și a reprezentării naționale, fără să fie vorba de o înlocuire a steagului. Or, contele de Chambord este dispus să accepte drapelul tricolor temporar cu condiția să poată avea inițiativa de a-l modifica. Pentru că unele ziare au scris despre definitiva raliere a contelui de Chambord la tricolor, la 27 octombrie, contele publică în ziarul legitimist L'Union o scrisoare în care își reafirmă atașamentul față de steagul alb. Nemaiputând spera la obținerea unei majorități, lucrările comitetul care a pregătit restaurarea monarhiei s-au încheiat la 31 octombrie.
Contele de Chambord, care nu se aștepta la acest rezultat, a făcut o mișcare să-și recupereze șansele: a mers incognito în Franța la 9 noiembrie 1873 și s-a instalat la unul dintre susținătorii săi, contele de Vanssay. S-a încercat organizarea unei întâlniri între conte și președintele Republicii, mareșalul Mac Mahon, însă președintele refuză întâlnirea, considerând că funcția sa de șef al executivului îi interzice acest lucru.. În noaptea de 20 noiembrie, Adunarea, care a ignorat prezența contelui în Franța, a votat durata mandatul prezidențial la șapte ani, prelungind puterea lui Mac Mahon. 
Pentru orleaniști, acest lucru permite așteptarea morții contelui de Chambord pentru ca vărul său Philippe d'Orléans, conte de Paris să urce pe tron, acceptând drapelul tricolor. Republica nu era văzută decât ca un regim temporar.

## Ultimii ani și succesiunea
| Imagine indisponibilă |  | Imagine indisponibilă |
| Cei doi pretendenți la coroana Franței; Juan de Bourbon, conte de Montizón (stânga) susținut de legitimiști; Philippe d'Orléans, Conte de Paris (dreapta) susținut de orleaniști. |  |                       |

Contele de Chambord se întoarce la Frohsdorf. Nu-și pierde speranța însă veștile care vin din Franța îi indică dispariția majorității regaliste și victoria republicanilor. Republica se instituie în ianuarie 1875 prin amendamentul Wallon și legile constituționale din februarie și din iulie organizează funcționarea ei. În 1879, după demisia președintelui Mac Mahon, întreaga putere aparține republicanilor.
În iunie 1883, contele de Chambord suferă de o afecțiune a tractului digestiv și moare în exil la Frohsdorf, la 24 august 1883. "Henric al V-lea" este îngropat lângă Carol al X-lea, Ducele și Ducesa  d'Angoulême, la Gorizia în Austro-Ungaria (astăzi Nova Gorica în Slovenia).
Contele de Chambord nu a avut copii. Încă din timpul vieții sale s-a ridicat problema succesorului său. Conform teoriei legitimiste, coroana revenea bourbonilor spanioli, care erau descendenți ai nepotului regelui Ludovic al XIV-lea. Acesta din urmă a urcat pe tronul Spaniei în 1700 sub numele de Filip al V-lea, și a renunțat la drepturile sale asupra tronului Franței pentru el însuși și toți urmașii săi, prin Tratatul de la Utrecht în 1713, dar întreaga renunțare devine nulă în conformitate cu principiul de non-disponibilitate a coroanei.

Pentru orleaniști, Filip al V-lea a renunțat la tronul Franței, și coroana urma să revină șefului casei d'Orléans, în temeiul tratatelor bilaterale de la Utrecht.
Întrebarea a fost pusă și contelui de Chambord, care a afirmat că succesorul său va fi "cel de drept".. În testamentul său, contele de Chambord nu l-a menționat pe contele de Paris și a lăsat unui bourbon spaniol, Ducelui de Madrid, fiul lui Juan de Bourbon, arhivele, armele, colierele ordinelelor regale și steagurile încredințate în 1830 de Carol al X-lea. 
După decesul contelui de Chambord, o minoritate legitimistă fidelă, susținută de contesa de Chambord, l-a recunoscut ca "rege de drept" pe Juan de Bourbon, conte de Montizón, descendent al regelui Ludovic al XIV-lea, și în egală măsură pretendent carlist la coroana Spaniei. 
O majoritate a regaliștilor francezi și-au pus speranțele de restaurare a monarhiei în Philippe d'Orléans, Conte de Paris, nepotul regelui Louis-Philippe, pentru că a trăit în Franța și era cunoscut de francezi. 